# Kiss Me Baby
『Kiss Me Baby』（キス・ミー・ベイビー）は、超特急の5枚目のシングル。2013年11月13日にSDRから発売された。

## 概要
前作『Starlight』以来約4か月、超特急名義では『Bloody Night』以来5か月での発売となるシングルで、2013年第4弾シングル。
通常仕様にあたる「DD盤」の他、それぞれカップリング曲の異なる「スタダDD盤」「BTDD盤」「ぼっちDD盤」の4形態で発売され、初動売上は約2.2万枚を記録。それまでのシングル売上を大きく上回り、オリコンウィークリーチャートは3作連続でTOP10入りを果たした。

## 収録曲
DD盤
1. Kiss Me Baby [4:02]
作詞・作曲：MEG.ME / 編曲：楊慶豪
2. No.1 [4:35]
作詞・作曲・編曲：鈴木伸嘉

スタダDD盤
1. Kiss Me Baby
2. No.1
3. 走れ!!!!超特急 [4:27]
作詞・作曲：板井直樹、B.H / 編曲：板井直樹

BTDD盤
1. Kiss Me Baby
2. No.1
3. Kura☆Kura [4:23]
作詞・作曲：SHIBU / 編曲：h-wonder

ぼっちDD盤
1. Kiss Me Baby
2. No.1
3. Snow break [5:05]
作詞：SHIKATA / 作曲：SHIKATA、KAY / 編曲:KAY

## タイアップ
| 曲名         | タイアップ                                                         |
| ------------ | ------------------------------------------------------------------ |
| Kiss Me Baby | 日本テレビ系『ミュージックドラゴン』2013年11月度オープニングテーマ |
| No.1         | テレビ朝日系『BREAK OUT』2013年11月度オープニング・トラック        |